# RSV Braunsberg
RSV Braunsberg (Rasensportverein Braunsberg) – niemiecki piłkarski klub sportowy z siedzibą w Braniewie (wówczas Braunsberg). Klub działał w latach 1912–1945 i grał przez jeden sezon w najwyższej lidze piłkarskiej okręgu Prus Wschodnich i Wolnego Miasta Gdańsk – Gauliga Ostpreußen.

## Działalność klubu RSV Braunsberg
Klub RSV Braunsberg został założony w Braniewie pod koniec 1911 lub na początku 1912 roku. Od 1912 członek Baltischer Rasen- und Wintersport-Verband (Bałtycki Związek Sportów Trawiastych i Zimowych). W 1913 wykluczony z BRWSV, prawdopodobnie za niepłacenie składek. Następnie wznowił działalność w okresie międzywojennym, w latach 1919–1945. Boisko do gry posiadał przy współczesnej ul. Morskiej, za cmentarzem św. Magdaleny – w stronę kościoła św. Krzyża. Niestety brakowało w mieście profesjonalnego stadionu, toteż klub współkorzystał z utworzonego tu w 1892 roku trawiastego boiska szkolnego braniewskiego gimnazjum.
Plany budowy nowego obiektu sportowego opracowane za czasów burmistrza Ludwiga Kaysera (1929–1935) zostały zaprzepaszczone przez kolejnych z partyjnego nadania nieudolnych włodarzy Braniewa, chociaż sam klub zyskiwał popularność i nowych członków, zwłaszcza po tym jak w 1935 Braniewo stało się ponownie miastem garnizonowym i do klubu wstępowało wielu żołnierzy.
Dzięki rozszerzeniu w sezonie 1935/36 Gauligi Ostpreußen z 14 do 28 drużyn, RSV Braunsberg zakwalifikował się do tej najwyższej ligi. Klub zakończył sezon pięcioma punktami zdobytymi w dwunastu rozegranych meczach. Zamykał tabelę ustępując o jeden punkt Königsberger STV. Klub jako ostatni wypadał z grupy, lecz po tym sezonie klub i tak zawiesił swoją działalność. Wielu piłkarzy tego klubu przeszło wówczas do VFL Braunsberg, który w sezonie 1944/45 również awansował do najwyższej ligi Prus Wschodnich Gauliga Ostpreußen.
Klub sportowy RSV Braunsberg stał się jednym z pierwszych ośrodków nacjonalizmu w Braniewie, pierwsze antysemickie ekscesy miały miejsce już w latach 20. XX wieku, a więc na długo przed dokonanym w 1933 roku przejęciu władzy w Niemczech przez NSDAP i następującym przeobrażeniu demokracji w dyktaturę.